# Lillhärdals socken
Lillhärdals socken ligger i Härjedalen, ingår sedan 1974 i Härjedalens kommun och motsvarar från 2016 Lillhärdals distrikt.
Socknens areal är 2 453,04 kvadratkilometer, varav 2 412,34 land. År 2000 fanns här 802 invånare. Kyrkbyn Lillhärdal med sockenkyrkan Lillhärdals kyrka ligger i socknen.

## Administrativ historik
Lillhärdals socken bildades 1407 genom en utbrytning ur Svegs socken. 1 maj 1917 överfördes Ulvsjö från en del av socknen i Kopparbergs län till Mora socken. 1957 överfördes ett område med Storfjäten från Lillhärdals socken i Jämtlands län till Idre socken i Kopparbergs län men kvar i Härjedalen. Området hade en areal av 136,69 kvadratkilometer, varav 135,54 land, och 24 invånare.
Vid kommunreformen 1862 överfördes ansvaret för de kyrkliga frågorna till Lillhärdals församling och för de borgerliga frågorna till Lillhärdals landskommun. Landskommunen uppgick 1974 i Härjedalens kommun. Församlingen uppgick 2006 i Svegsbygdens församling.
1 januari 2016 inrättades distriktet Lillhärdal, med samma omfattning som församlingen hade 1999/2000.  
Socknen har tillhört fögderier, tingslag och domsagor enligt vad som beskrivs i artikeln Härjedalen.

## Geografi
Lillhärdals socken ligger kring Härjån. Socknen är en bergig, myrrik skogsbygd med många vattendrag och som i Häggingfjället når 1 090 meter över havet. Ett område på cirka 15 km² i trakten nordväst om lågfjället Stor-Höktanden i socknens sydvästra del tillhör landskapet Dalarna.
Genom socknen gick under medeltiden en pilgrimsled. Vid Snössvallen har arkeologerna funnit en boplats från tidig medeltid, vilken har använts i anslutning till en pilgrimsväg. 

### Geografisk avgränsning

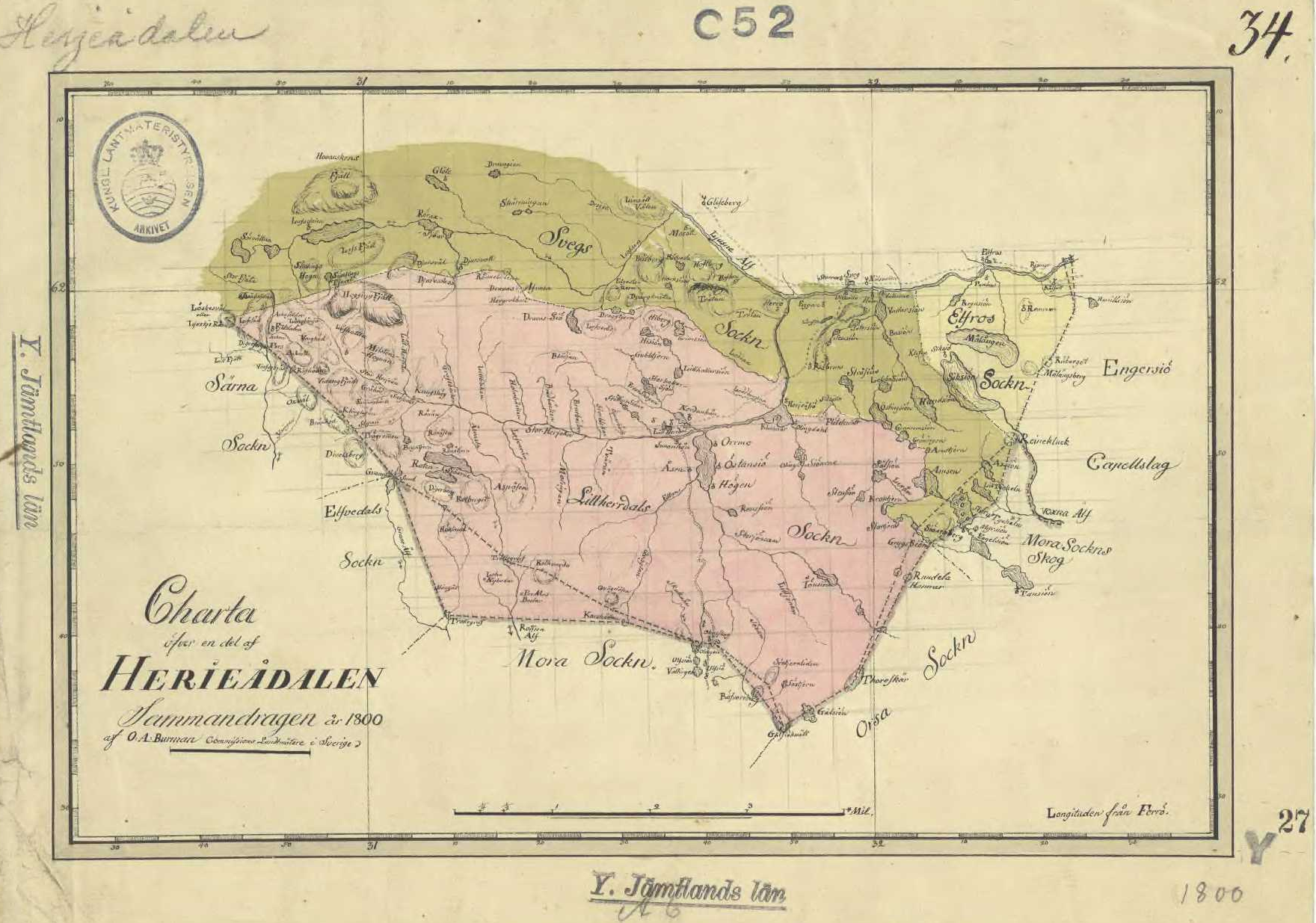
En äldre karta från 1800 som visar Lillhärdals socken och delar av Svegs socken och Älvros socken.

I Lillhärdals sockens nordvästra del ligger lågfjället Djursvålen (899 m ö.h.). Här ligger ett "tresockenmöte" mellan Lillhärdals-Linsells samt Idre socknar. Från denna punkt går sockengränsen mot Idre, tillika länsgränsen mot Dalarnas län, mot sydväst. Den del av Idre socken, som ligger på andra sidan gränsen här kan kallas Härjedals-Idre, eftersom området trots allt tillhör landskapet Härjedalen. Gränsen fortsätter på detta sätt cirka 13 km över Varghöjden till Morfjället. Här möts Lillhärdal - Härjedals-Idre och Särna socknar. Särna socken ligger i sin helhet i landskapet Dalarna. Denna punkt är Lillhärdals sockens västligaste punkt (13,12" Ost). Härifrån går gränsen mellan Lillhärdal och Särna mot sydost och passerar efter cirka 22 km landsvägen Lillhärdal - Särna. I denna del av socknen ligger bland annat Vedungsfjället, Lövhatten samt Milstenshågna. Stor-Härjåns källområde ligger vid Häggingfjället i "Härjedals-Idre". Vid ovan nämnd landsväg, cirka 30 km väster om Lillhärdal, ligger Lövnäsvallen samt Snössvallen på varsin sida om Härjån. Cirka 1 km uppströms ligger sammanflödet mellan Stor-Härjån och Lill-Härjån.
Sockengränsen fortsätter mot sydost och kommer att innesluta cirka 15 km² av landskapet Dalarna, detta strax nordväst om Stor-Höktanden. Cirka 2 km sydväst om detta berg ligger "tresockenmötet" Särna-Älvdalen-Lillhärdal. Sockengränsen mot Älvdalens socken går vidare österut och passerar älven Rotnen på en punkt strax norr om Öster-Trollgrav. I denna del av socknen ligger den lilla sjön Åkvandaren samt Rotnens källsjöar: Nedre- och Övre Rottensjön.
Gränsen går vidare österut över Rällvarden (779 m ö.h.) och Nuppvarden (788 m ö.h.) och når fram till Korskällan, som ligger vid vandringsleden Romboleden (leden går mot Älvdalens samhälle). Vid Korskällan möts Älvdalens socken i Älvdalens kommun, Mora socken i Mora kommun samt Lillhärdals socken. Socken- Kommun- och Länsgränsen går österut och passerar landsvägen Lillhärdal-Älvdalen på en punkt cirka 1,5 km söder om byn Olingskog (ca 25 km syd Lillhärdal).
Här i trakterna mellan Olingskog i Härjedalen och Ulvsjö i Dalarna, eller om man så vill mellan Olingskog i Norrland och Ulvsjö i Svealand, gick den gamla riksgränsen mellan Norge och Sverige före freden i Brömsebro 1645. Området är alltså ett gammalt gränsområde. På Dala-sidan ligger Orsa Finnmark (i vidsträckt mening). De stora, milsvida skogarna i trakten utgjorde, som på många andra håll i landet, en naturlig gräns mellan folkgrupper (mellan härjedalingarna och dalkarlarna).
Sockengränsen fortsätter från Olingskog syd mot sydost till Laxsjöknoppen (731 m ö.h.). Här möts socknarna Lillhärdal-Mora-Orsa. Laxsjöknoppen är socknens, tillika Härjedalens och Jämtlands läns, sydligaste punkt (61,34" N). Härifrån till Jämtlands läns nordligaste punkt, Movretjahke (Frostvikens socken) (65,07" N), där Jämtland, Lappland och Norge möts, är det ett avstånd på cirka 390 km fågelvägen.
Från Laxsjöknoppen går sockengränsen mot Orsa församling mot norr. Efter cirka 5 km når den fram till "tresockenmötet" Lillhärdal-Orsa-Hamra. Denna punkt ligger strax norr om Norra Gällsjön. Gränsen mellan Lillhärdals socken och Los socken i delen Hamra församling i Ljusdals kommun (men i Dalarna) går vidare norrut via berget Toreskär. Detta berg ligger någon kilometer norr om Finnbergsknopparnas ödekyrkogård, som ligger på "Hamrasidan". Sockengränsen går mot norr över Lilleponoppi och Grönsjöknopparna till berget Rödhammarens utsiktsplats. Vid Mellan-Gryssjön, som avrinner via Gryssjöån till Fågelsjön, är "tresockenmötet" Lillhärdal-Sveg-Hamra. Gränsen mellan Svegs och Lillhärdals socknar går via sjön Amsen, berget Svaden, sjön Gröningen och via Gröningsån till Östingssjön. Därifrån västerut fram till Härjån vid Härjåbron. Någon km uppströms Härjåbron går gränsen in i vattendraget Låddan, vars fåra den följer uppströms, västerut, till trakten av Knulbygget (Svegs socken). Härifrån västerut via Rödhammartjärnen, Draggtjärnen och Draggån. Tangerar Dravagssjöns nordspets och går norr om Dravagsåsen, nordost om Kettilssjön och Kettilssjövallens fäbodar, över Skärberget till Rönnbräckan. Här ligger "tresockenmötet" Lillhärdal-Sveg-Linsell. Gränsen mellan Lillhärdal och Linsells socken är cirka 9 km lång och sträcker sig till Djursvålen, som ligger söder om Djursvallens fäbodar i Linsells socken. Åter på Djursvålen är så "cirkeln sluten".

## Fornlämningar
Man har anträffat omkring 75 boplatser från stenåldern. De härrör från en fångstkultur. De flesta boplatserna ligger runt Orrmosjön. Vid sjön finns även ett gravfält från järnåldern. I skogarna runt omkring i socknen finns ungefär 135 fångstgropar samt 25 platser för gamla blästerugnar.

## Namnet
Namnet (1404 Lidzlahärdale) kommer från dalgången vid Härjån. Förleden i ånamnet är Her, 'den steniga', efterleden dal. Lill har tillagt för att särskilja mot hela landskapets namn.

## Befolkningsutveckling
| Befolkningsutvecklingen i Lillhärdals socken 1750–2020 | Befolkningsutvecklingen i Lillhärdals socken 1750–2020 | Befolkningsutvecklingen i Lillhärdals socken 1750–2020 | Befolkningsutvecklingen i Lillhärdals socken 1750–2020 | Befolkningsutvecklingen i Lillhärdals socken 1750–2020 |
| --- | ------------------------------------------------------ | ------------------------------------------------------ | ------------------------------------------------------ | ------------------------------------------------------ |
| |                                                        |                                                        |                                                        |                                                        |
| År |                                                        |                                                        | Folkmängd                                              |                                                        |
| 1750 | 1750                                                   |                                                        | 620                                                    |                                                        |
| 1760 | 1760                                                   |                                                        | 677                                                    |                                                        |
| 1769 | 1769                                                   |                                                        | 683                                                    |                                                        |
| 1780 | 1780                                                   |                                                        | 666                                                    |                                                        |
| 1790 | 1790                                                   |                                                        | 721                                                    |                                                        |
| 1800 | 1800                                                   |                                                        | 702                                                    |                                                        |
| 1810 | 1810                                                   |                                                        | 741                                                    |                                                        |
| 1820 | 1820                                                   |                                                        | 791                                                    |                                                        |
| 1830 | 1830                                                   |                                                        | 910                                                    |                                                        |
| 1840 | 1840                                                   |                                                        | 951                                                    |                                                        |
| 1850 | 1850                                                   |                                                        | 1 053                                                  |                                                        |
| 1860 | 1860                                                   |                                                        | 1 184                                                  |                                                        |
| 1870 | 1870                                                   |                                                        | 1 334                                                  |                                                        |
| 1880 | 1880                                                   |                                                        | 1 587                                                  |                                                        |
| 1890 | 1890                                                   |                                                        | 1 652                                                  |                                                        |
| 1900 | 1900                                                   |                                                        | 1 795                                                  |                                                        |
| 1910 | 1910                                                   |                                                        | 1 530                                                  |                                                        |
| 1920 | 1920                                                   |                                                        | 1 703                                                  |                                                        |
| 1930 | 1930                                                   |                                                        | 1 906                                                  |                                                        |
| 1940 | 1940                                                   |                                                        | 2 092                                                  |                                                        |
| 1950 | 1950                                                   |                                                        | 1 840                                                  |                                                        |
| 1960 | 1960                                                   |                                                        | 1 489                                                  |                                                        |
| 1970 | 1970                                                   |                                                        | 1 122                                                  |                                                        |
| 1980 | 1980                                                   |                                                        | 1 038                                                  |                                                        |
| 1990 | 1990                                                   |                                                        | 920                                                    |                                                        |
| 2020 | 2020                                                   |                                                        | 612                                                    |                                                        |
| Anm: Källor: Umeå universitet - Tabellverket 1749-1859, Demografiska databasen, CEDAR, Umeå universitet, Folkmängden per distrikt, landskap, landsdel eller riket efter kön. År 2015 - 2022. |                                                        |                                                        |                                                        |                                                        |